# Phasianini
Phasianini — триба куроподібних птахів родини фазанових (Phasianidae). Поширена в Європі та Азії. Цей таксон був підтверджений філогенетичним аналізом куроподібних у 2021 році та прийнятий Міжнародним орнітологічним конгресом. Назва триби прийнята в «Повному контрольному списку птахів світу Говарда і Мура».

## Класифікація
Включає 25 видів у шести родах:
- мікадо (Syrmaticus, Wagler, 1832) — 5 видів;
- золотий фазан (Chrysolophus, Gray, 1834) — 2 види;
- фазан (Phasianus Linnaeus, 1758) — 2 види;
- гімалайський фазан (Catreus Cabanis, 1851) — 1 вид;
- фазан-вухань (Crossoptilon Hodgson, 1838) — 4 види;
- лофур (Lophura Fleming, 1822 non Gray, 1827 non Walker, 1856) — 11 видів.